# Garde nationale du Niger
Pour les articles homonymes, voir garde nationale.
La garde nationale du Niger, anciennement connue sous le nom de Forces nationales d'intervention et de sécurité (1997-2011) et garde républicaine (1963-1997), est un corps paramilitaire des forces armées nigériennes, placé sous le contrôle du ministère de l'Intérieur. Il est dirigé par le commandant supérieur de la garde nationale.

## Histoire
La garde nationale du Niger a été créée en 1963 en tant que garde républicaine sous la présidence du président Diori Hamani. En raison de sa loyauté envers le président Hamani, à la suite du coup d'État de 1974 du président Seyni Kountche, il a été restructuré pour assurer sa loyauté envers Seyni Kountche. Au cours de ces années, la garde était principalement chargée de protéger le président et était composée de soldats d'élite formés par des officiers marocains. 
Après les accords de paix de 1995 entre le gouvernement du Niger et les groupes rebelles touaregs, il a été restructuré et rebaptisé « Forces nationales d'interventions et de sécurité (FNIS) ». D'anciens membres rebelles ont été réinsérés dans cet organe conformément aux termes des accords de paix. Auparavant sous l'autorité du ministère de la Défense, la garde nationale a été transférée sous l'autorité du ministère de l'Intérieur en 2003. 
Fidèle à sa tradition, la garde nationale est restée fidèle au président Tandja Mamadou dans sa tentative de prolonger sa présidence au-delà des limites constitutionnelles de son mandat. Plus tard, lors du coup d'État militaire de 2010, la garde nationale a défendu sans succès le président Tandja Mamadou. 
En 2010 et 2011, plusieurs décrets et ordonnances du gouvernement ont procédé à sa réorganisation et à son renommage en garde nationale du Niger. 

## Mission

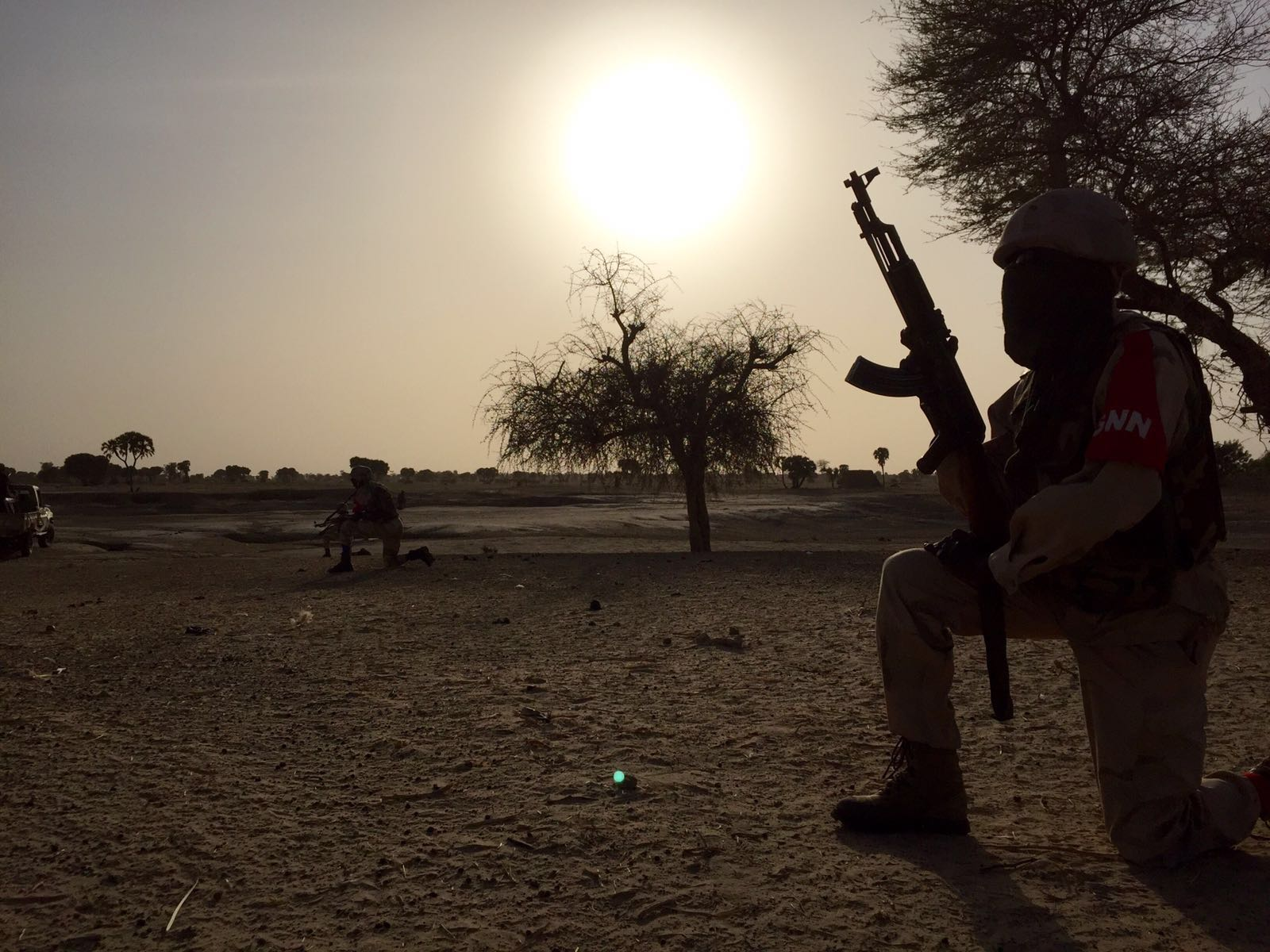
Un soldat de la garde nationale nigérienne surveille l'horizon dans le village de Zenam Kelouri, le 29 février 2016, où l'armée nigérienne fait face aux attaques des combattants de Boko Haram.

La mission de la garde nationale du Niger est définie par l'ordonnance n°201-61 du 7 octobre 2010 et consiste en: 
- surveillance du territoire national
- le maintien de la sécurité publique et le rétablissement de l'ordre public
- protéger les bâtiments publics, les personnes et leurs biens
- participer à la préparation aux situations d'urgence de la défense
- mener des enquêtes judiciaires et administratives
- exercer des fonctions de police dans les zones rurales et pastorales
- fournir des services d'honneur aux autorités
- protéger les institutions républicaines
- participer à la défense territoriale opérationnelle
- assurer l'administration, la gestion et la surveillance des prisons
- participer à des activités de développement dans le pays (c'est-à-dire des opérations humanitaires)
- participer au maintien de la paix aux engagements internationaux pris par le Niger,
- la protection de l'environnement
- rechercher et détecter des infractions au droit pénal
- assistance aux autorités administratives et aux représentations diplomatiques et consulaires du Niger